# Lista de episódios de Homicide: Life on the Street
A série dramática Homicide: Life on the Street, criada por Paul Attanasio, estreou nos Estados Unidos em 31 de janeiro de 1993 pela NBC e se encerrou no dia 21 de maio de 1999. O programa possui 122 episódios espalhados em sete temporadas. Homicide: Life on the Street, que foi baseada no livro de não-ficção Homicide: A Year on the Killing Street, escrito por David Simon, segue o trabalho dos detetives da unidade de homicídios do Departamento de Polícia de Baltimore e os casos de assassinato que eles investigam.

## Temporadas
| Temporada | Temporada | Episódios | Exibição original      | Exibição original     | Lançamentos de DVD     | Lançamentos de DVD      |
| Temporada | Temporada | Episódios | Estreia de temporada   | Final de temporada    | Região 1               | Região 2                |
| --------- | --------- | --------- | ---------------------- | --------------------- | ---------------------- | ----------------------- |
|           | 1         | 9         | 31 de janeiro de 1993  | 31 de março de 1993   | 25 de maio de 2003     | 26 de fevereiro de 2007 |
|           | 2         | 4         | 6 de janeiro de 1994   | 27 de janeiro de 1994 | 25 de maio de 2003     | 16 de julho de 2007     |
|           | 3         | 20        | 14 de outubro de 1994  | 5 de maio de 1995     | 28 de outubro de 2003  | 24 de setembro de 2007  |
|           | 4         | 22        | 20 de outubro de 1995  | 17 de maio de 1996    | 30 de março de 2004    | 4 de fevereiro de 2008  |
|           | 5         | 22        | 20 de setembro de 1996 | 16 de maio de 1997    | 28 de setembro de 2004 | 5 de maio de 2007       |
|           | 6         | 23        | 17 de outubro de 1996  | 8 de maio de 1997     | 25 de janeiro de 2005  | 1 de setembro de 2008   |
|           | 7         | 22        | 25 de setembro de 1998 | 21 de maio de 1999    | 28 de maio de 2005     | —                       |

## Episódios

### 1.ª Temporada: 1993
| № | # | Episódio                      | Direção         | Roteiro                       | Exibição original       | Código de produção |
| - | - | ----------------------------- | --------------- | ----------------------------- | ----------------------- | ------------------ |
| 1 | 1 | "Gone for Goode"              | Barry Levinson  | Paul Attanasio                | 31 de janeiro de 1993   | 101                |
| 2 | 2 | "Ghost of a Chance"           | Martin Campbell | Noel Behn                     | 3 de fevereiro de 1993  | 102                |
| 3 | 3 | "Son of a Gun"                | Nick Gomez      | James Yoshimura               | 10 de fevereiro de 1993 | 104                |
| 4 | 4 | "A Shot in the Dark"          | Bruce Paltrow   | Jorge Zamacona                | 24 de fevereiro de 1993 | 105                |
| 5 | 5 | "Three Men and Adena"         | Martin Campbell | Tom Fontana                   | 3 de março de 1993      | 106                |
| 6 | 6 | "A Dog and Pony Show"         | Alan Taylor     | Tom Fontana & James Yoshimura | 10 de março de 1993     | 107                |
| 7 | 7 | "And the Rockets' Dead Glare" | Peter Markle    | Jorge Zamacona                | 17 de março de 1993     | 108                |
| 8 | 8 | "Smoke Gets in Your Eyes"     | Wayne Ewing     | Tom Fontana & James Yoshimura | 24 de março de 1993     | 109                |
| 9 | 9 | "Night of the Dead Living"    | Michael Lehmann | Tom Fontana & Frank Pugliese  | 31 de março de 1993     | 103                |

### 2.ª Temporada: 1994
| №  | # | Episódio                  | Direção            | Roteiro                       | Exibição original     | Código de produção |
| -- | - | ------------------------- | ------------------ | ----------------------------- | --------------------- | ------------------ |
| 10 | 1 | "Bop Gun"                 | Stephen Gyllenhaal | David Simon & David Mills     | 6 de janeiro de 1994  | 204                |
| 11 | 2 | "See No Evil"             | Christopher Menaul | Paul Attanasio                | 13 de janeiro de 1994 | 201                |
| 12 | 3 | "Black and Blue"          | Christopher Menaul | Tom Fontana & James Yoshimura | 20 de janeiro de 1993 | 202                |
| 13 | 4 | "A Many Splendored Thing" | John McNaughton    | Noel Behn                     | 27 de janeiro de 1994 | 203                |

### 3.ª Temporada: 1994-1995
| №  | #  | Episódio                   | Direção         | Roteiro                       | Exibição original       | Código de produção |
| -- | -- | -------------------------- | --------------- | ----------------------------- | ----------------------- | ------------------ |
| 14 | 1  | "Nearer My God to Thee"    | Tim Hunter      | Jorge Zamacona                | 14 de outubro de 1994   | 301                |
| 15 | 2  | "Fits Like a Glove"        | Ted Demme       | Bonnie Mark                   | 21 de outubro de 1994   | 302                |
| 16 | 3  | "Extreme Unction"          | Keith Gordon    | D. Keith Mano                 | 28 de outubro de 1994   | 303                |
| 17 | 4  | "A Model Citizen"          | John McNaughton | Noel Behn                     | 11 de novembro de 1994  | 306                |
| 18 | 5  | "Happy to Be Here"         | Lee Bonner      | Julie Martin                  | 18 de novembro de 1994  | 307                |
| 19 | 6  | "Crosetti"                 | Whitney Ransick | James Yoshimura               | 2 de dezembro de 1994   | 304                |
| 20 | 7  | "The Last of the Watermen" | Richard Pearce  | Henry Bromell & Tom Fontana   | 9 de dezembro de 1994   | 305                |
| 21 | 8  | "All Through the House"    | Peter Medak     | Henry Bromell                 | 16 de dezembro de 1994  | 308                |
| 22 | 9  | "Every Mother's Son"       | Kenneth Fink    | Eugene Lee                    | 6 de janeiro de 1995    | 310                |
| 23 | 10 | "Cradle to Grave"          | Myles Connell   | David Mills                   | 13 de janeiro de 1995   | 311                |
| 24 | 11 | "Partners"                 | John McNaughton | David Rupel                   | 20 de janeiro de 1995   | 312                |
| 25 | 12 | "The City That Bleeds"     | Tim Hunter      | Julie Martin & Jorge Zamacona | 27 de janeiro de 1995   | 313                |
| 26 | 13 | "Dead End"                 | Whitney Ransick | Julie Martin & Jorge Zamacona | 3 de fevereiro de 1995  | 314                |
| 27 | 14 | "End Game"                 | Lee Bonner      | Rogers Turrentine             | 10 de fevereiro de 1995 | 315                |
| 28 | 15 | "Law & Disorder"           | John McNaughton | Bonnie Mark & Julie Martin    | 24 de fevereiro de 1995 | 316                |
| 29 | 16 | "The Old and the Dead"     | Michael Fields  | Randall A. Anderson           | 3 de março de 1995      | 317                |
| 30 | 17 | "In Search of Crimes Past" | Kenneth Fink    | Jane Smiley                   | 14 de abril de 1995     | 318                |
| 31 | 18 | "Nothing Personal"         | Tim Van Patten  | Bonnie Mark                   | 21 de abril de 1995     | 309                |
| 32 | 19 | "Colors"                   | Peter Medak     | Tom Fontana                   | 28 de abril de 1995     | 319                |
| 33 | 20 | "The Gas Man"              | Barry Levinson  | Henry Bromell                 | 5 de maio de 1995       | 320                |

### 4.ª Temporada: 1995-1996
| №  | #  | Episódio              | Direção                        | Roteiro                                | Exibição original       | Código de produção |
| -- | -- | --------------------- | ------------------------------ | -------------------------------------- | ----------------------- | ------------------ |
| 34 | 1  | "Fire, Part I"        | Tim Hunter                     | Julie Martin                           | 20 de outubro de 1995   | 401                |
| 35 | 2  | "Fire, Part II"       | Nick Gomez                     | Jack Behr                              | 27 de outubro de 1995   | 402                |
| 36 | 3  | "Autofocus"           | Alan Taylor                    | Bonnie Mark                            | 3 de novembro de 1995   | 403                |
| 37 | 4  | "Thrill of the Kill"  | Tim Hunter                     | Jorge Zamacona                         | 10 de novembro de 1995  | 407                |
| 38 | 5  | "Hate Crimes"         | Peter Weller                   | Tom Fontana & James Yoshimura          | 17 de novembro de 1995  | 406                |
| 39 | 6  | "A Doll's Eyes"       | Kenneth Fink                   | James Yoshimura                        | 1 de dezembro de 1995   | 404                |
| 40 | 7  | "Heartbeat"           | Bruno Kirby                    | Kevin Arkadie                          | 8 de dezembro de 1995   | 405                |
| 41 | 8  | "Sniper, Part I"      | Jean de Segonzac               | Jean Gennis & Phyliss Murphy           | 5 de janeiro de 1996    | 408                |
| 42 | 9  | "Sniper, Part II"     | Darnell Martin                 | Edward Gold                            | 12 de janeiro de 1996   | 409                |
| 43 | 10 | "The Hat"             | Peter Medak                    | Anya Epstein                           | 19 de janeiro de 1996   | 412                |
| 44 | 11 | "I've Got a Secret"   | Gwen Arner                     | Maria Legaspi                          | 2 de fevereiro de 1996  | 413                |
| 45 | 12 | "For God and Country" | Ed Sherin                      | Jorge Zamacona & Michael S. Chernuchin | 9 de fevereiro de 1996  | 411                |
| 46 | 13 | "Justice, Part I"     | Michael Radford                | David Rupel                            | 16 de fevereiro de 1996 | 414                |
| 47 | 14 | "Justice, Part II"    | Peter Medak                    | David Simon                            | 23 de fevereiro de 1996 | 415                |
| 48 | 15 | "Stakeout"            | John McNaughton                | Noel Behn                              | 15 de março de 1996     | 416                |
| 49 | 16 | "Requiem for Adena"   | Lee Bonner                     | Julie Martin                           | 29 de março de 1996     | 418                |
| 50 | 17 | "Full Moon"           | Leslie Libman & Larry Williams | Eric Overmyer                          | 5 de abril de 1996      | 410                |
| 51 | 18 | "Scene of the Crime"  | Kathy Bates                    | Anya Epstein & David Simon             | 12 de abril de 1996     | 421                |
| 52 | 19 | "Map of the Heart"    | Clark Johnson                  | Michael Whaley                         | 26 de abril de 1996     | 417                |
| 53 | 20 | "The Damage Done"     | Jace Alexander                 | Jorge Zamacona                         | 3 de maio de 1996       | 419                |
| 54 | 21 | "The Wedding"         | Alan Taylor                    | Henry Bromell                          | 10 de maio de 1996      | 420                |
| 55 | 22 | "Work Related"        | Jean De Segonzac               | Tom Fontana                            | 17 de maio de 1996      | 422                |

### 5.ª Temporada: 1996-1997
| №  | #  | Episódio                                | Direção                        | Roteiro                                            | Exibição original       | Código de produção |
| -- | -- | --------------------------------------- | ------------------------------ | -------------------------------------------------- | ----------------------- | ------------------ |
| 56 | 1  | "Hostage, Part I"                       | Ted Demme                      | James Yoshimura                                    | 30 de setembro de 1996  | 502                |
| 57 | 2  | "Hostage, Part II"                      | Jean De Segonzac               | Julie Martin                                       | 27 de setembro de 1996  | 503                |
| 58 | 3  | "Prison Riot"                           | Kenneth Fink                   | Tom Fontana                                        | 18 de outubro de 1996   | 501                |
| 59 | 4  | "Bad Medicine"                          | Kenneth Fink                   | David Simon                                        | 25 de outubro de 1996   | 504                |
| 60 | 5  | "M.E., Myself and I"                    | Michael Fields                 | Lyle Weldon & Emily Whitesell                      | 1 de novembro de 1996   | 507                |
| 61 | 6  | "White Lies"                            | Peter Weller                   | Anya Epstein                                       | 8 de novembro de 1996   | 505                |
| 62 | 7  | "The Heart of a Saturday Night"         | Whit Stillman                  | Henry Bromell                                      | 15 de novembro de 1996  | 508                |
| 63 | 8  | "The True Test"                         | Alan Taylor                    | Noel Behn                                          | 22 de novembro de 1996  | 506                |
| 64 | 9  | "Control"                               | Jean De Segonzac               | Les Carter & Susan Sisko                           | 6 de dezembro de 1996   | 509                |
| 65 | 10 | "Blood Wedding"                         | Kevin Hooks                    | Matthew Witten                                     | 13 de dezembro de 1996  | 510                |
| 66 | 11 | "The Documentary"                       | Barbara Kopple                 | Eric Overmyer                                      | 3 de janeiro de 1997    | 512                |
| 67 | 12 | "Betrayal"                              | Clark Johnson                  | Gay Walch                                          | 10 de janeiro de 1997   | 511                |
| 68 | 13 | "Have a Conscience"                     | Uli Edel                       | James Yoshimura                                    | 17 de janeiro de 1997   | 513                |
| 69 | 14 | "Diener"                                | Kyle Secor                     | Christopher Kyle                                   | 31 de janeiro de 1997   | 515                |
| 70 | 15 | "Wu's on First?"                        | Tim McCann                     | David Simon & Anya Epstein                         | 7 de fevereiro de 1997  | 514                |
| 71 | 16 | "Valentine's Day"                       | Clark Johnson                  | Tom Fontana                                        | 14 de fevereiro de 1997 | 516                |
| 72 | 17 | "Kaddish"                               | Jean De Segonzac               | Linda McGibney                                     | 21 de fevereiro de 1997 | 517                |
| 73 | 18 | "Double Blind"                          | Uli Edel                       | Lee Blessing & Jeanne Blake                        | 11 de abril de 1997     | 518                |
| 74 | 19 | "Deception"                             | Peter Medak                    | Debbie Sarjeant                                    | 25 de abril de 1997     | 519                |
| 75 | 20 | "Narcissus"                             | Jean De Segonzac               | Yaphet Kotto                                       | 2 de maio de 1997       | 520                |
| 76 | 21 | "Partners and Other Strangers, Part I"  | Leslie Libman & Larry Williams | Anya Epstein, Julie Martin & Darryl LeMont Wharton | 9 de maio de 1997       | 521                |
| 77 | 22 | "Partners and Other Strangers, Part II" | Kenneth Fink                   | David Simon, James Yoshimura & Tom Fontana         | 16 de maio de 1997      | 522                |

### 6.ª Temporada: 1997-1998
| №   | #  | Episódio                    | Direção                        | Roteiro                    | Exibição original      | Código de produção |
| --- | -- | --------------------------- | ------------------------------ | -------------------------- | ---------------------- | ------------------ |
| 78  | 1  | "Blood Ties, Part I"        | Alan Taylor                    | Anya Epstein               | 17 de outubro de 1997  | 601                |
| 79  | 2  | "Blood Ties, Part II"       | Nick Gomez                     | David Simon                | 24 de outubro de 1997  | 602                |
| 80  | 3  | "Blood Ties, Part III"      | Mark Pellington                | David Simon & Anya Epstein | 31 de outubro de 1997  | 603                |
| 81  | 4  | "Birthday"                  | Alison Maclean                 | Julie Martin               | 7 de novembro de 1997  | 606                |
| 82  | 5  | "Baby It’s You"             | Ed Sherin                      | Jorge Zamacona             | 14 de novembro de 1997 | 605                |
| 83  | 6  | "Saigon Rose"               | Nick Gomez                     | Eric Overmeyer             | 21 de novembro de 1997 | 607                |
| 84  | 7  | "Subway"                    | Gary Fleder                    | James Yoshimura            | 5 de dezembro de 1997  | 604                |
| 85  | 8  | "All Is Bright"             | Matt Reeves                    | Rafael Alvarez             | 12 de dezembro de 1997 | 608                |
| 86  | 9  | "Closet Cases"              | Leslie Libman & Larry Williams | Christopher Kyle           | 2 de janeiro de 1998   | 609                |
| 87  | 10 | "Sins of the Father"        | Mary Harron                    | Darryl LeMont Wharton      | 9 de janeiro de 1998   | 610                |
| 88  | 11 | "Shaggy Dog, City Goat"     | Kyle Secor                     | Eric Overmeyer             | 16 de janeiro de 1998  | 611                |
| 89  | 12 | "Something Sacred, Part I"  | Uli Edel                       | Anya Epstein               | 30 de janeiro de 1998  | 612                |
| 90  | 13 | "Something Sacred, Part II" | Uli Edel                       | David Simon                | 30 de janeiro de 1998  | 613                |
| 91  | 14 | "Lies and Other Truths"     | Nick Gomez                     | Noel Behn                  | 6 de março de 1998     | 614                |
| 92  | 15 | "Pit Bull Sessions"         | Barbara Koppel                 | Sean Whitesell             | 13 de março de 1998    | 615                |
| 93  | 16 | "Mercy"                     | Alan Taylor                    | Eric Overmeyer             | 20 de março de 1998    | 616                |
| 94  | 17 | "Abduction"                 | Kenneth Fink                   | Julie Martin               | 27 de março de 1998    | 617                |
| 95  | 18 | "Full Court Press"          | Clark Johnson                  | Phillip B. Epstein         | 3 de abril de 1998     | 618                |
| 96  | 19 | "Strangled, Not Stirred"    | Jay Tobias                     | Linda McGibney             | 10 de abril de 1998    | 619                |
| 97  | 20 | "Secrets"                   | Ed Bianchi                     | Yaphet Kotto               | 17 de abril de 1998    | 620                |
| 98  | 21 | "Finnegan's Wake"           | Steve Buscemi                  | David Mills                | 24 de abril de 1998    | 621                |
| 99  | 22 | "Fallen Heroes, Part I"     | Kathryn Bigelow                | Lois Johnson               | 1 de maio de 1998      | 622                |
| 100 | 23 | "Fallen Heroes, Part II"    | Kathryn Bigelow                | Joy Lusco                  | 8 de maio de 1998      | 623                |

### 7.ª Temporada: 1998-1999
| №   | #  | Episódio                          | Direção         | Roteiro         | Exibição original       | Código de produção |
| --- | -- | --------------------------------- | --------------- | --------------- | ----------------------- | ------------------ |
| 101 | 1  | "La Famiglia"                     | Nick Gomez      | Tom Fontana     | 25 de setembro de 1998  | 701                |
| 102 | 2  | "Brotherly Love"                  | Peter Medak     | Julie Martin    | 16 de outubro de 1998   | 702                |
| 103 | 3  | "Just an Old Fashioned Love Song" | Leslie Libman   | Eric Overmeyer  | 23 de outubro de 1998   | 703                |
| 104 | 4  | "The Twenty Percent Solution"     | Clark Johnson   | David Simon     | 30 de outubro de 1998   | 704                |
| 105 | 5  | "Red, Red Wine"                   | Ed Bianchi      | Sara B. Charno  | 6 de novembro de 1998   | 705                |
| 106 | 6  | "Wanted Dead or Alive, Part I"    | Robert Harmon   | James Yoshimura | 13 de novembro de 1998  | 706                |
| 107 | 7  | "Wanted Dead or Alive, Part II"   | Robert Harmon   | Anya Epstein    | 30 de novembro de 1998  | 707                |
| 108 | 8  | "Kellerman, P.I., Part I"         | Kenneth Fink    | Joy Lusco       | 4 de dezembro de 1998   | 708                |
| 109 | 9  | "Kellerman, P.I., Part II"        | Jay Tobias      | Sean Whitesell  | 11 de dezembro de 1998  | 709                |
| 110 | 10 | "Shades of Gray"                  | Adam Bernstein  | T. J. English   | 8 de janeiro de 1999    | 711                |
| 111 | 11 | "Bones of Contention"             | Brad Anderson   | James Yoshimura | 15 de janeiro de 1999   | 712                |
| 112 | 12 | "The Same Coin"                   | Lisa Cholodenko | Sharon Guskin   | 29 de janeiro de 1999   | 713                |
| 113 | 13 | "Homicide.com"                    | Jay Tobias      | Sara B. Charno  | 5 de fevereiro de 1999  | 714                |
| 114 | 14 | "A Case of Do or Die"             | Tim Van Patten  | Anya Epstein    | 12 de fevereiro de 1999 | 710                |
| 115 | 15 | "Sideshow"                        | Ed Sherin       | David Simon     | 19 de fevereiro de 1999 | 717                |
| 116 | 16 | "Truth Will Out"                  | Keith Samples   | Anya Epstein    | 26 de março de 1999     | 715                |
| 117 | 17 | "Zen and the Art of Murder"       | Miguel Arteta   | Lloyd Ross      | 2 de abril de 1999      | 716                |
| 118 | 18 | "Self Defence"                    | Barbara Kopple  | Yaphet Kotto    | 9 de abril de 1999      | 718                |
| 119 | 19 | "Identity Crisis"                 | Joe Berlinger   | Willie Reale    | 30 de abril de 1999     | 721                |
| 120 | 20 | "Lines of Fire"                   | Kathryn Bigelow | James Yoshimura | 7 de maio de 1999       | 719                |
| 121 | 21 | "The Why Chromosome"              | Kyle Secor      | Anya Epstein    | 14 de maio de 1999      | 720                |
| 122 | 22 | "Forgive Us Our Trespasses"       | Alan Taylor     | Tom Fontana     | 21 de maio de 1999      | 722                |